# Пахма
Па́хма (устар. Па́хна) — река в европейской части России, протекает в основном по территории Ярославского района Ярославской области, исток находится в Борисоглебском районе; левый приток реки Которосль (устье находится в 10 км по левому берегу от устья Которосли). Длина реки составляет 55 км, площадь водосборного бассейна — 600 км². Средний расход воды — 3,9 м³/с. Высота истока — 176,4 м над уровнем моря.

## Гидрология
Средняя река в классификации малых рек. Вместе с реками Могзой, Печегдой, Вонделем и Курбицей образует крупный областной гидрографический узел Ильинско-Раменских высот. Её речная система состоит из 61 реки. Направление течения реки с запада на восток. В верхнем русле река течёт преимущественно по лесным и болотистым территориям, но по мере приближения к устью реки растёт антропогенная освоенность её берегов. В среднем течении её ширина менее 10 метров, ближе к месту впадения в Которосль она расширяется до 20—30 метров. В деревне Богослов имеется гидрологический пост, где ведётся наблюдение за расходом реки. В летние месяцы значительная часть стока разбирается местными жителями на орошение.

## Притоки
(км от устья)
- 5,8 км: Пажица (лв)
- 7,8 км: Сосновка (пр)
- 8,4 км: Шепелюха (лв)
- 16 км: Курбица (пр)
- 23 км: Талица (лв)
- 30 км: Ширинка (Ширинье) (пр)
- Талица (лв)
- Вздериножка (лв)

## Населённые пункты
Борисоглебский район — Спас Раменье; Ярославский район — Трухино, Болдырево, Дмитриевское, Ермольцево, Седельницы, Осташково, Гаврицы, Закоторосье, Павлухино, Лопырево, Новоселки, Белягино, Афонино, Семухино, Мордвиново, Михеево, Щукино, Ерденево, Сидоровское, Глинново, Выездново, Дубовицы, Богослов, Ларино, Антроповское, Котельницы, Бельково, дачи, Садовый, Ивановский Перевоз, Пахна, Пеньки. Ниже впадения Пахмы по левому берегу Которосли уже начинается город Ярославль.

## Данные водного реестра
По данным государственного водного реестра России относится к Верхневолжскому бассейновому округу, водохозяйственный участок реки — Волга от Рыбинского гидроузла до города Кострома, без реки Кострома от истока до водомерного поста у деревни Исады, речной подбассейн реки — Волга ниже Рыбинского водохранилища до впадения Оки. Речной бассейн реки — (Верхняя) Волга до Куйбышевского водохранилища (без бассейна Оки).
Код объекта в государственном водном реестре — 08010300212110000011085.